# 加賀龍哉
加賀 龍哉（かが たつや、1982年8月19日 - ）は、日本の元男子バレーボール選手。VプレミアリーグのFC東京に所属していた。

## 来歴
北海道余市郡余市町出身。小学校時代、余市沢町小学校野球少年団のエースとして活躍し、全道大会に出場。中学校時代も野球部に所属しエースだった。中学3年で加賀のセンスを見抜いた野球部主将の薦めにより急遽バレー部へ入部、北海道選抜に選ばれた。
その後、東海大四高校を経て、早稲田大学を卒業後の2005年にFC東京へ入団。2007-2008年VチャレンジリーグのFC東京の優勝に貢献し、ブロック賞を初受賞した。
2010年、全日本代表登録メンバーに初選出された。2013/14シーズンをもって退部。

## 受賞歴
- 2008年 - 2007/2008 Vチャレンジリーグ ブロック賞

## 所属チーム
- 東海大四高校
- 早稲田大学
- FC東京（2005-2014年）